# B Grupa 2013/14
Die B Grupa 2013/14 war die 65. Saison der zweithöchsten bulgarischen Fußballspielklasse. Die Saison startete am 3. August 2013 und endete am 11. Mai 2014.

## Spielmodus
Wie in der vorangegangenen Saison bestand die Liga aus 14 Mannschaften, die jeweils zwei Mal gegeneinander spielten.
Nachdem sich die Mannschaften von Swetkawiza Targowischte, Spartak Plewen und FC Tschawdar Etropole für diese Saison zurückgezogen hatten, gab es insgesamt sieben Aufsteiger in dieser Saison.
Die beiden Erstplatzierten stiegen direkt in die A Grupa auf. Die Vereine auf den vier letzten Plätzen stiegen in die dritte Liga ab. In der Saison 2014/15 wurde die Liga um zwei Plätze auf 16 Mannschaften erhöht.

## Mannschaften
| Mannschaft        | Trainer           |
| ----------------- | ----------------- |
| Akademik          | Angel Stankov     |
| Bansko            | Walentin Lassarow |
| Botew Galabowo    | Mitko Kotsinov    |
| Botew Wraza       | Adalbert Safirow  |
| Dobrudscha        | Dimcho Nenov      |
| Dunaw             | Veselin Velikov   |
| FK Chaskowo       | Stamen Belchev    |
| Kaliakra          | Radostin Trifonow |
| Marek Dupniza     | Tencho Tenev      |
| PFK Montana       | Ferario Spasov    |
| Pirin Raslog      | Dimitar Sokolov   |
| Rakowski 2001     | Krasimir Manolov  |
| Spartak Warna     | Georgi Walew      |
| Witoscha Bistriza | Borislav Georgiev |

## Stadien
| Team                     | Stadt     | Stadion         | Kapazität |
| ------------------------ | --------- | --------------- | --------- |
| Akademik Swischtow       | Swischtow | Akademik        | 13.5000   |
| FC Bansko                | Bansko    | St. Peter       | 3.000     |
| FC Botew Galabowo        | Galabowo  | Energetik       | 3.000     |
| FC Botew Wraza           | Wraza     | Hristo Botew    | 12.0000   |
| PFC Dobrudscha Dobritsch | Dobritsch | Druschba        | 12.5000   |
| FC Dunaw Russe           | Russe     | Gradski stadion | 19.9600   |
| FK Chaskowo              | Chaskowo  | Chaskowo        | 7.500     |
| Kaliakra Kawarna         | Kavarna   | Kaliakra        | 5.000     |
| Marek Dupniza            | Dupniza   | Bonchuk         | 16.0500   |
| PFK Montana              | Montana   | Ogosta          | 8.000     |
| FC Pirin Raslog          | Raslog    | Pirin           | 2.000     |
| FC Rakowski 2001         | Rakowski  | Rakowski        | 3.000     |
| Spartak Warna            | Warna     | Spartak         | 13.0000   |
| Witoscha Bistriza        | Bistriza  | Bistriza        | 2.000     |

## Abschlusstabelle
| Pl. | Verein                       | Sp. | S  | U  | N  | Tore    | Diff. | Punkte |
| --- | ---------------------------- | --- | -- | -- | -- | ------- | ----- | ------ |
| 1.  | Marek Dupniza (N)            | 26  | 16 | 6  | 4  | 040:170 | +23   | 54     |
| 2.  | FK Chaskowo (N)              | 26  | 14 | 4  | 8  | 035:200 | +15   | 46     |
| 3.  | PFC Dobrudscha Dobritsch (N) | 26  | 12 | 10 | 4  | 033:200 | +13   | 46     |
| 4.  | PFK Montana (A)              | 26  | 12 | 8  | 6  | 036:240 | +12   | 44     |
| 5.  | FC Bansko                    | 26  | 13 | 3  | 10 | 040:240 | +16   | 42     |
| 6.  | FC Botew Wraza (A)           | 26  | 10 | 8  | 8  | 032:230 | +9    | 38     |
| 7.  | FC Pirin Raslog              | 26  | 9  | 9  | 8  | 030:430 | −13   | 36     |
| 8.  | Spartak Warna                | 26  | 9  | 7  | 10 | 024:290 | −5    | 34     |
| 9.  | FC Rakowski 2001             | 26  | 8  | 8  | 10 | 028:350 | −7    | 32     |
| 10. | FC Botew Galabowo (N)        | 26  | 7  | 7  | 12 | 020:310 | −11   | 28     |
| 11. | Witoscha Bistriza (N)        | 26  | 7  | 7  | 12 | 022:240 | −2    | 28     |
| 12. | Kaliakra Kawarna             | 26  | 8  | 4  | 14 | 023:340 | −11   | 28     |
| 13. | FC Dunaw Russe (N)           | 26  | 6  | 9  | 11 | 024:320 | −8    | 27     |
| 14. | Akademik Swischtow (N)       | 26  | 3  | 6  | 17 | 012:430 | −31   | 15     |

Platzierungskriterien: 1. Punkte – 2. Direkter Vergleich (Punkte, Tordifferenz, geschossene Tore) – 3. Tordifferenz – 4. geschossene Tore

| (A) | Absteiger aus der A Grupa  |
| (N) | Aufsteiger aus der W Grupa |